# Бистрица Миркуловска
Бистрица Миркуловска (на словенски: Bistrica Kranjec Mirculovska, на македонска литературна норма: Бистрица Миркуловска) е видна детска писателка, поетеса, македонистка и преводачка от Северна Македония.

## Биография
Родена е на 14 март 1930 година в Скопие, тогава в Кралство Югославия, днес Северна Македония, в семейството на словенците Фердинанд-Марко Кранец (1895-1973) и Милица Туршич (1906-2009). Омъжва се за Панче Миркуловски от Тетово. Завършва Философския факултет на Скопския университет „Св. св. Кирил и Методий“. Следдипломната ѝ квалификация е в областта на македонистиката. Работи като преподавател в Скопския университет. Изнася лекции по македонски език и литература. От 1971 година е членка на Дружеството на писателите на Македония. Авторка е на много книги с поезия и проза за деца и възрастни. Носителка е на наградата на тогавашния Съюз на преводачите на Югославия за преводите си от словенски език.

## Творчество
Сред по-известните ѝ творби са:
- „Цвеќенца“ (поезия за деца, 1960),
- „Градинче“ (разкази за деца, 1962),
- „Првачиња“ (поезия за деца, 1972),
- „Празнични виделини“ (поезия за деца, 1979),
- „Виножито“ (разкази, 1979),
- „Сите деца мили“ (поезия, за деца, 1982),
- „Ѕвездена“ (приказка, 1986),
- „Виделина“ (приказка, 1989),
- „Клучарчиња“ (роман за деца и юноши, 1992),
- „Прекршен лет“ (поезия, 1996),
- „Kdyz kvetly kastany“ (поезия, Бърно, 1997).